# フリオ・オラルティコエチェア
フリオ・ホルヘ・オラルティコエチェア（Julio Jorge Olarticoechea, 1958年10月18日 - ）は、アルゼンチン・ブエノスアイレス出身の元同国代表サッカー選手、サッカー指導者。ポジションはディフェンダー（サイドバック）、ミッドフィールダー（ウイングバック）。

## 経歴
FIFAワールドカップに3大会連続で代表メンバー入りを果たし、1986年大会ではディエゴ・マラドーナらと共に優勝に貢献した。
現役引退後はブエノスアイレス州のサラディージョでサッカースクールを経営していた。2016年時点ではアルゼンチン女子代表の監督を務めていたが、同年5月にU-20アルゼンチン代表の暫定監督に就任した。同年7月にA代表と五輪代表監督を兼任していたヘラルド・マルティーノが辞意を表明したことを受けてアルゼンチン五輪代表の監督に就任し、同年8月にブラジルで開催されたリオデジャネイロオリンピックに挑んだが、パウロ・ディバラやマウロ・イカルディらを招集できず、グループリーグ敗退という結果に終わった。

## 個人成績

### 代表での成績
出典
| アルゼンチン代表 | 国際Aマッチ | 国際Aマッチ |
| 年               | 出場        | 得点        |
| ---------------- | ----------- | ----------- |
| 1983             | 3           | 0           |
| 1984             | 0           | 0           |
| 1985             | 0           | 0           |
| 1986             | 9           | 0           |
| 1987             | 5           | 0           |
| 1988             | 2           | 0           |
| 1989             | 1           | 0           |
| 1990             | 8           | 0           |
| 合計             | 28          | 0           |